# 劉元慧
劉元慧，直隸真定縣（今河北省正定縣）人，清朝政治人物、進士出身。

## 生平
順治十八年（1661年），登辛丑科進士，官至顺天府府尹；康熙三十四年，升任宗人府府丞。